# Aleksander Kokular

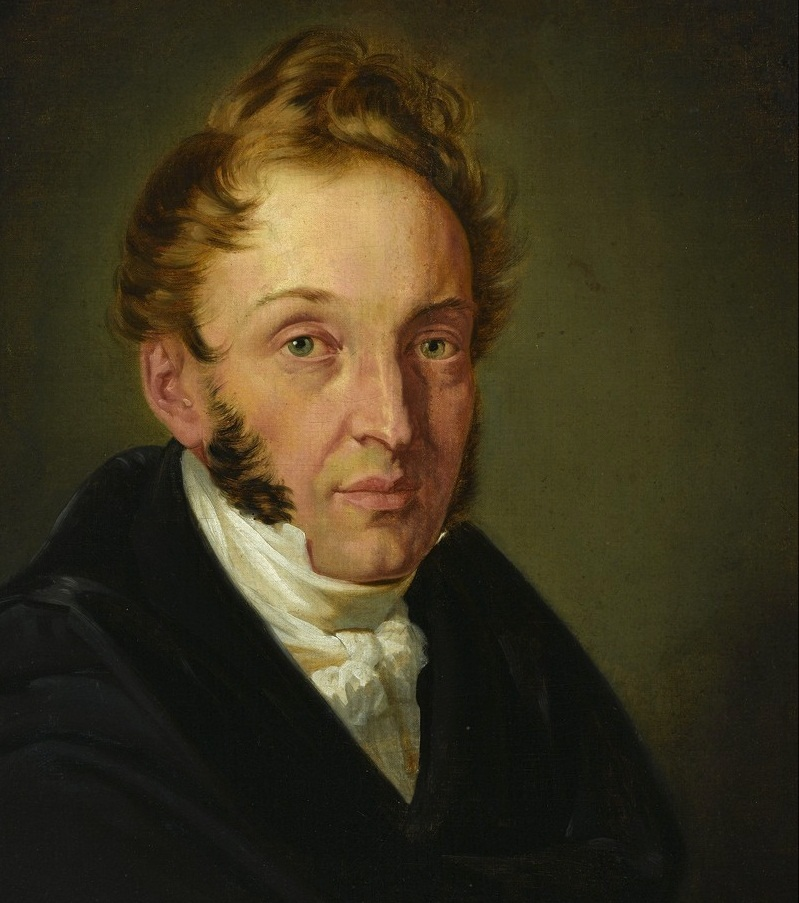
Chân dung tự họa

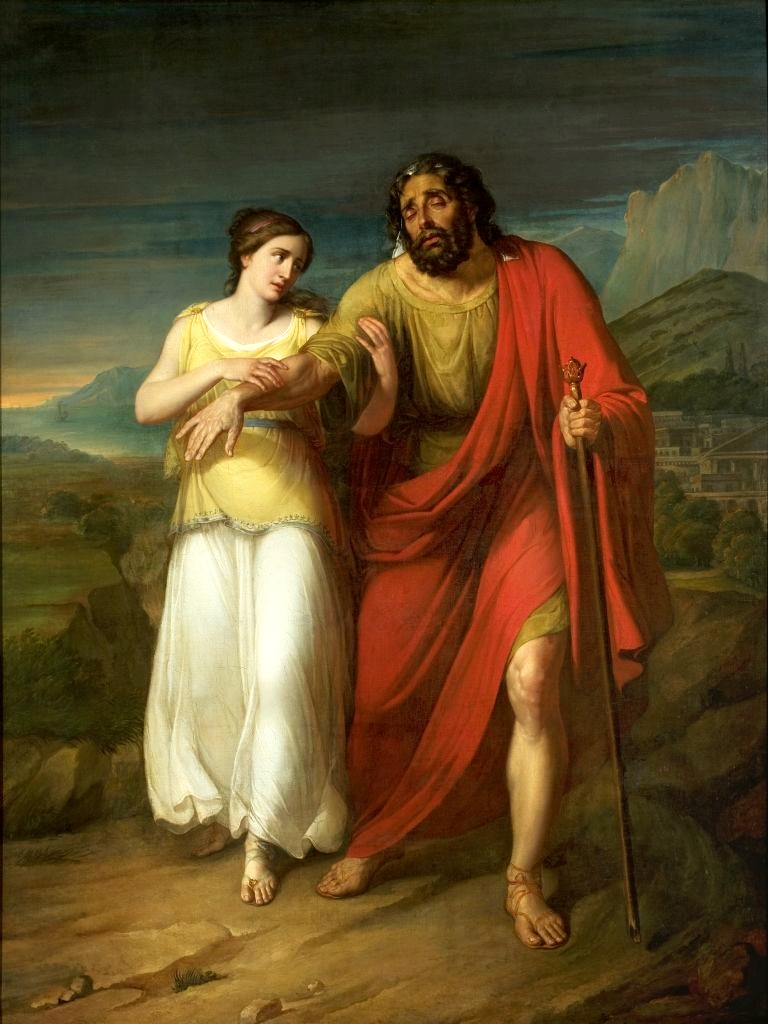
Oedipus và Antigone (1828)

Aleksander Kokular (sinh ngày 9 tháng 8 năm 1793 tại Warsaw - mất ngày 6 tháng 4 năm 1846 tại Warsaw) là một họa sĩ, nhà sưu tập tranh và giáo viên người Ba Lan. Ông là một trong những người đồng sáng lập Trường Mỹ thuật ở Warsaw và là một thành viên của Hội Tam điểm nổi tiếng. Ông nổi tiếng về tranh chân dung (đương đại và lịch sử) và tranh thần thoại.

## Tiểu sử
Aleksander Kokular sinh ra trong một gia đình thương nhân. Ông tiếp xúc với hội họa lần đầu tại Trường trung học Warsaw, làm học trò của Zygmunt Vogel. Năm 1814, ông bắt đầu học tại Học viện Mỹ thuật, Vienna, làm học trò của Johann Baptist von Lampi the Elder. Kế tiếp, Aleksander Kokular học một năm tại Accademia di San Luca ở Rome. Năm 1818, ông quay về Warsaw và trở thành một giáo viên.
Trong năm đầu tiên với nghề giáo, Aleksander Kokular dạy thư pháp tại một trường nội trú của Dòng Linh mục Piarist. Năm 1821, ông trở thành một giáo viên của Trường trung học Warsaw. Từ năm 1824 đến năm 1826, ông trở lại Rome theo học bổng của chính phủ và bắt đầu chịu ảnh hưởng của Vincenzo Camuccini. Sau khi quay về Warsaw, ông vẫn tiếp tục dạy ở trường trung học cũ cho đến khi nơi này bị chính phủ Nga đóng cửa vào năm 1831.
Trong các năm 1835-1841, Aleksander Kokular điều hành một trường nghệ thuật tư tại nhà. Từ năm 1838 đến năm 1840, ông trở thành giảng viên tại Viện Alexandria dành cho các tiểu thư. Trong giai đoạn 1841-1844, ông làm giáo viên tại Trường trung học Hoàng gia mới thành lập.
Năm 1844, Aleksander Kokular cùng Jan Feliks Piwarski thành lập Trường Mỹ thuật và dạy ở đó cho đến khi qua đời vào hai năm sau. Cyprian Kamil Norwid là học trò nổi tiếng nhất của ông. Ngôi trường này bị đóng cửa vào năm 1864 vì học trò của trường đã tham gia vào cuộc Khởi nghĩa Tháng Giêng. Năm 1904, trường được mở cửa trở lại và từ năm 1932 được đổi tên là Học viện Mỹ thuật ở Warsaw.
Aleksander Kokular đã vẽ nhiều tranh chân dung của những nhân vật đương đại, nổi bật là chân dung của Sa hoàng Nicholas I, Bá tước Ivan Paskevich, Bá tước Aleksander Stanisław Potocki và nhà soạn nhạc Maria Szymanowska. Trong số các tranh chân dung lịch sử của ông, đáng chú ý có bức vẽ đám cưới của Jadwiga và Władysław II Jagiełło. Aleksander Kokular cũng vẽ tranh trang trí các nhà thờ ở Siedlce, Suwałki, Puławy và Brześć. 